# Вищі Верещаки
Вищі Верещаки́ — село в Україні, в Олександрівській селищній громаді Кропивницького району Кіровоградської області. Населення становить близько 400 осіб станом на 01.05.2025 року. Колишній центр Вищеверещаківської сільської ради.

## Географія
У селі бере початок річка Сухий Тясмин.

## Історія
Станом на 1885 рік село поділялось на 3 частини:
- у колишньому державному селі Цвітненської волості Чигиринського повіту Київської губернії мешкало 1400 осіб, налічувалось 240 дворових господарств, існували православна церква, школа, постоялий будинок і лавка.
- у Вищеверещацькій колонії євреїв-землевласників мешкало 500 осіб, налічувалось 10 дворових господарств, існував постоялий будинок.
- у колишньому власницькому селі Триліської волості мешкало 604 особи, налічувалось 120 дворових господарств, існували православна церква, школа, постоялий будинок, водяний і вітряний млин.

За переписом 1897 року кількість мешканців зросла до 2790 осіб (1364 чоловічої статі та 1426 — жіночої), з яких 2732 — православної віри.

## Населення
Згідно з переписом УРСР 1989 року чисельність наявного населення села становила 1077 осіб, з яких 440 чоловіків та 637 жінок.
За переписом населення України 2001 року в селі мешкало 848 осіб.

### Мова
Розподіл населення за рідною мовою за даними перепису 2001 року:
| Мова       | Відсоток |
| ---------- | -------- |
| українська | 98,82 %  |
| російська  | 1,06 %   |
| молдовська | 0,12 %   |